# Limnonectes macrodon
Espèce
Synonymes
- Rana macrodon Duméril & Bibron, 1841

Statut de conservation UICN

 LC  : Préoccupation mineure
Limnonectes macrodon est une espèce d'amphibiens de la famille des Dicroglossidae.

## Répartition
Cette espèce est endémique d'Indonésie. Elle se rencontre jusqu'à au moins 700 m d'altitude :
- dans la province de Lampung à l'extrémité sud de l'île de Sumatra
- sur l'île de Java

## Publication originale
- Duméril & Bibron, 1841 : Erpétologie générale ou Histoire naturelle complète des reptiles, vol. 8, p. 1-792 (texte intégral).